# 오봉산 (춘천)
오봉산(五峰山)은 대한민국 강원특별자치도 춘천시에 있는 한국의 화강암 산이다. 이 산은 경운산 또는 경수산, 청평산으로도 불려 왔고 근래에 와서 비로봉, 보현봉, 문수봉, 관음봉, 나한봉의 다섯 봉우리가 연이어 있어 오봉산으로 부르게 되었다.
정상에서 남쪽 산자락에는, 고려 광종 24년(973년)에 창건한 청평사(강원특별자치도기념물 55호)가 자리잡고 있다.

## 갤러리

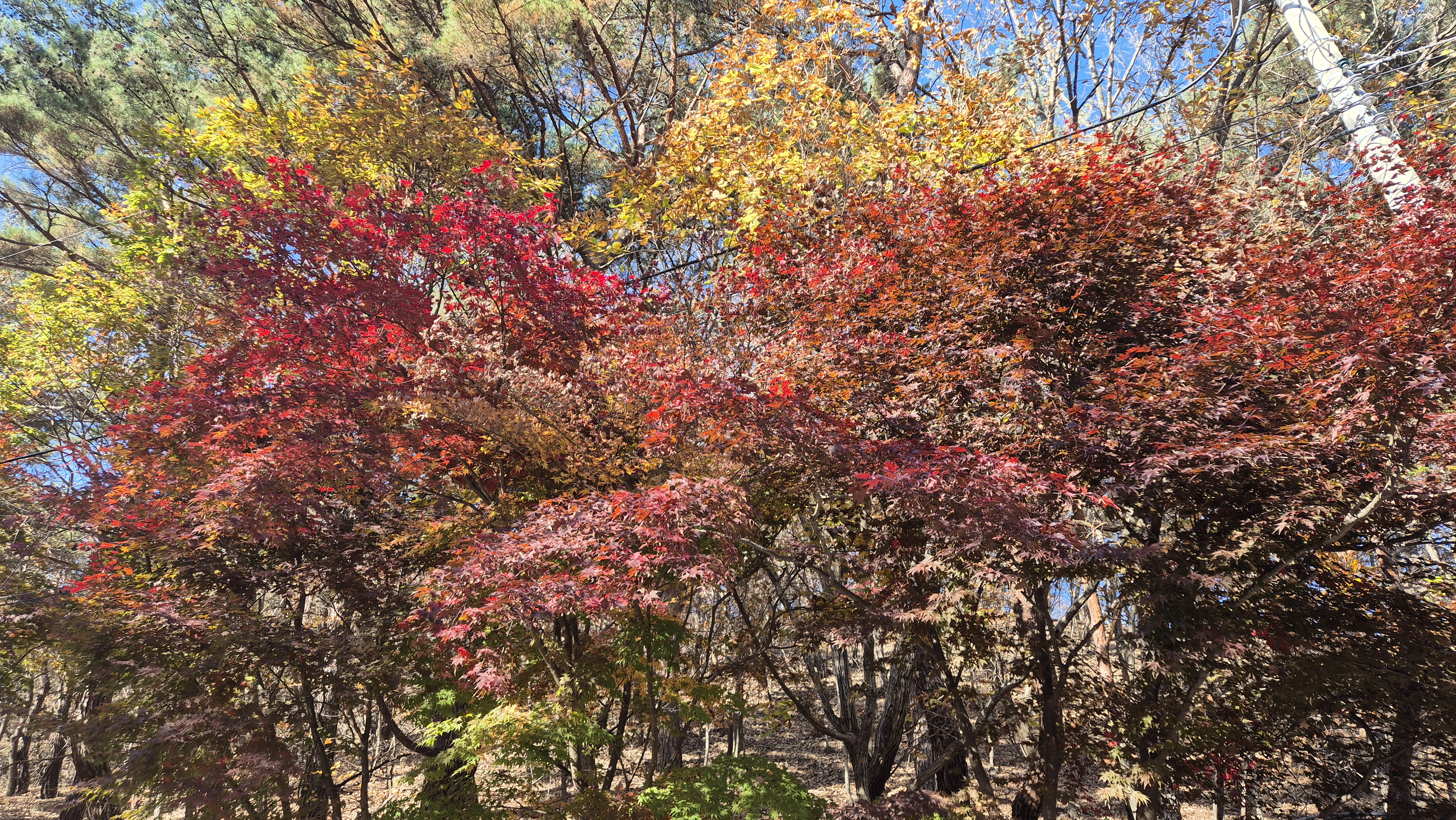
오봉산 단풍
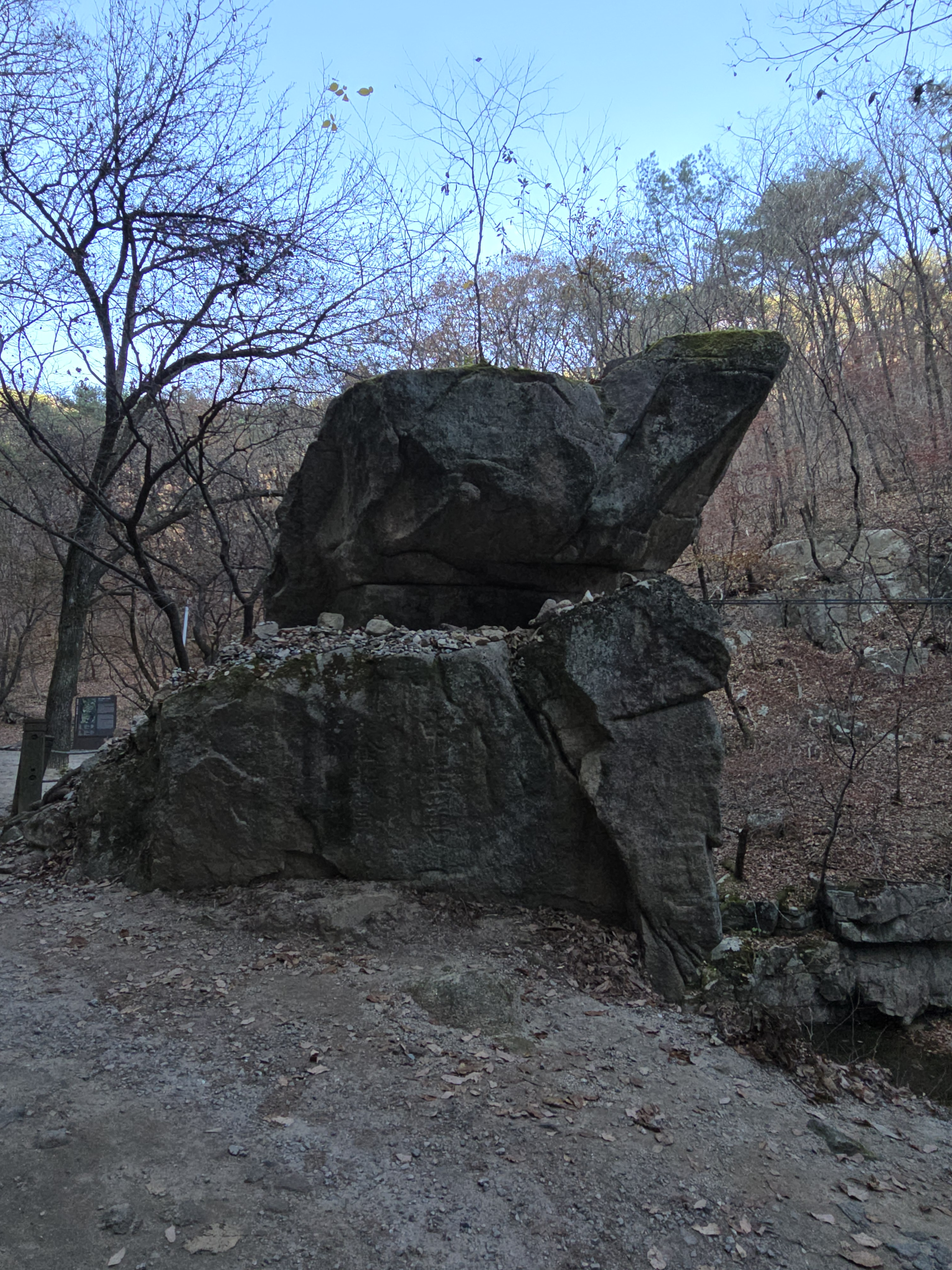
거북바위
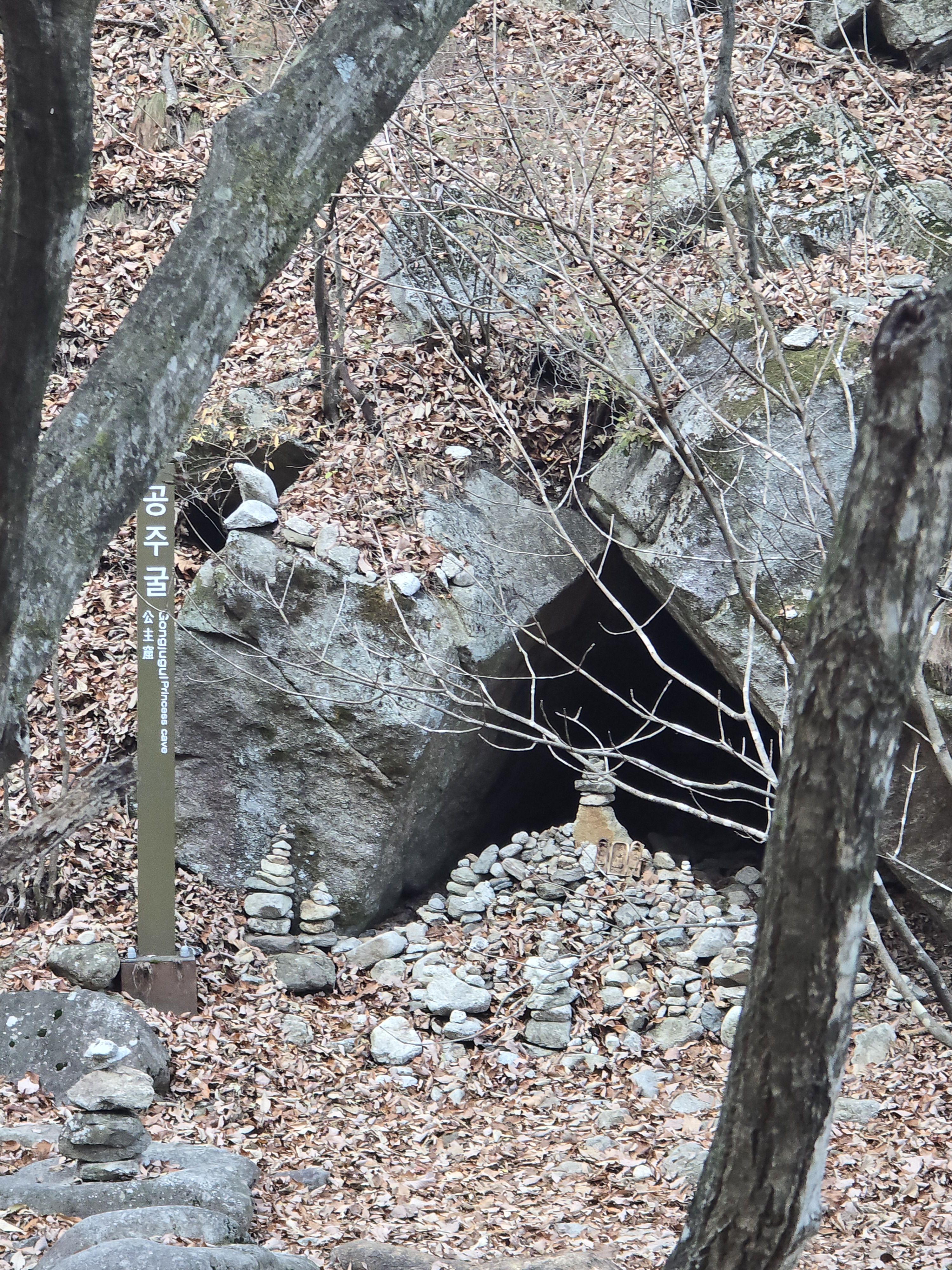
공주굴
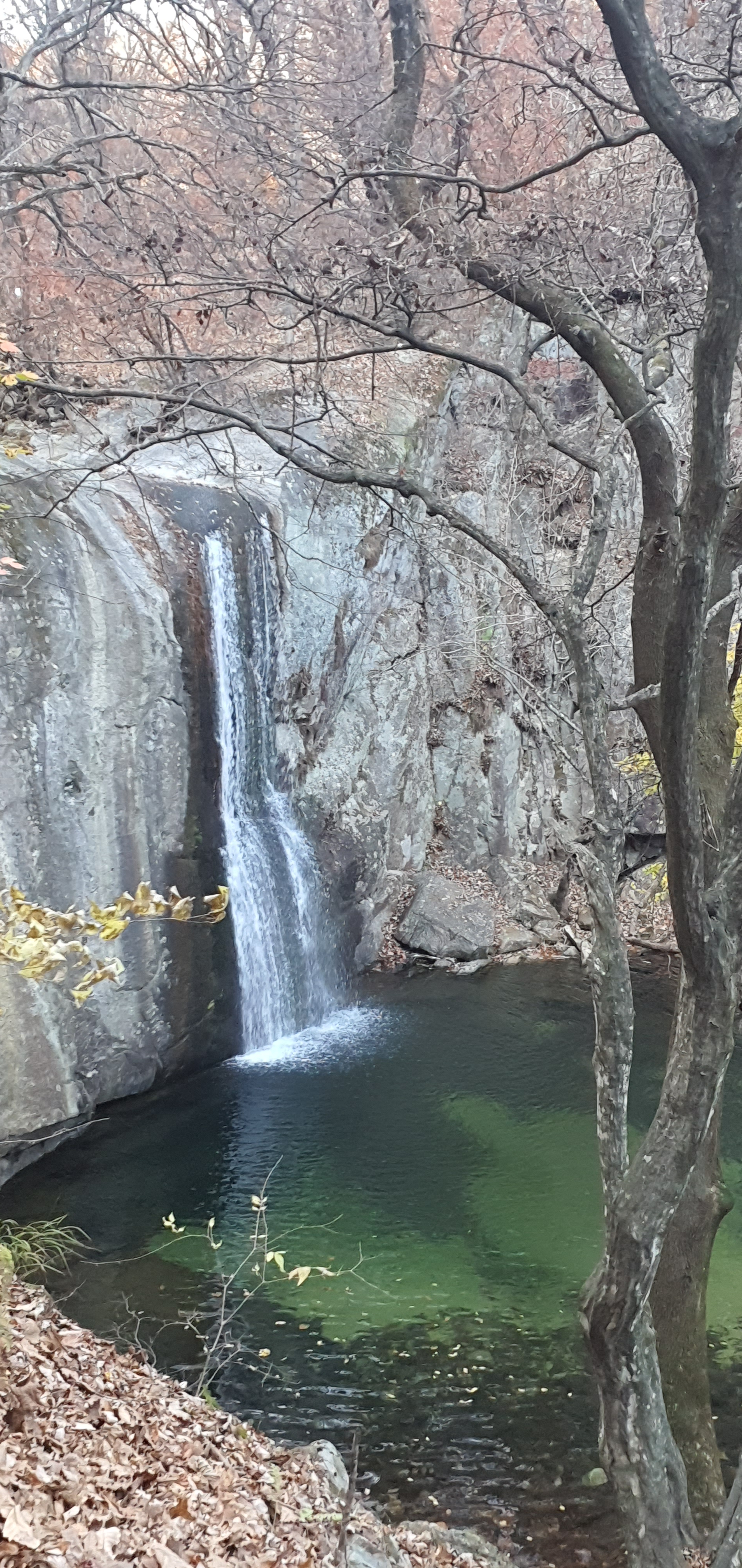
구성(구송)폭포

## 같이 보기
- 한국의 산
- 한국의 화강암
- 춘천시의 지질